# Simple Symphony

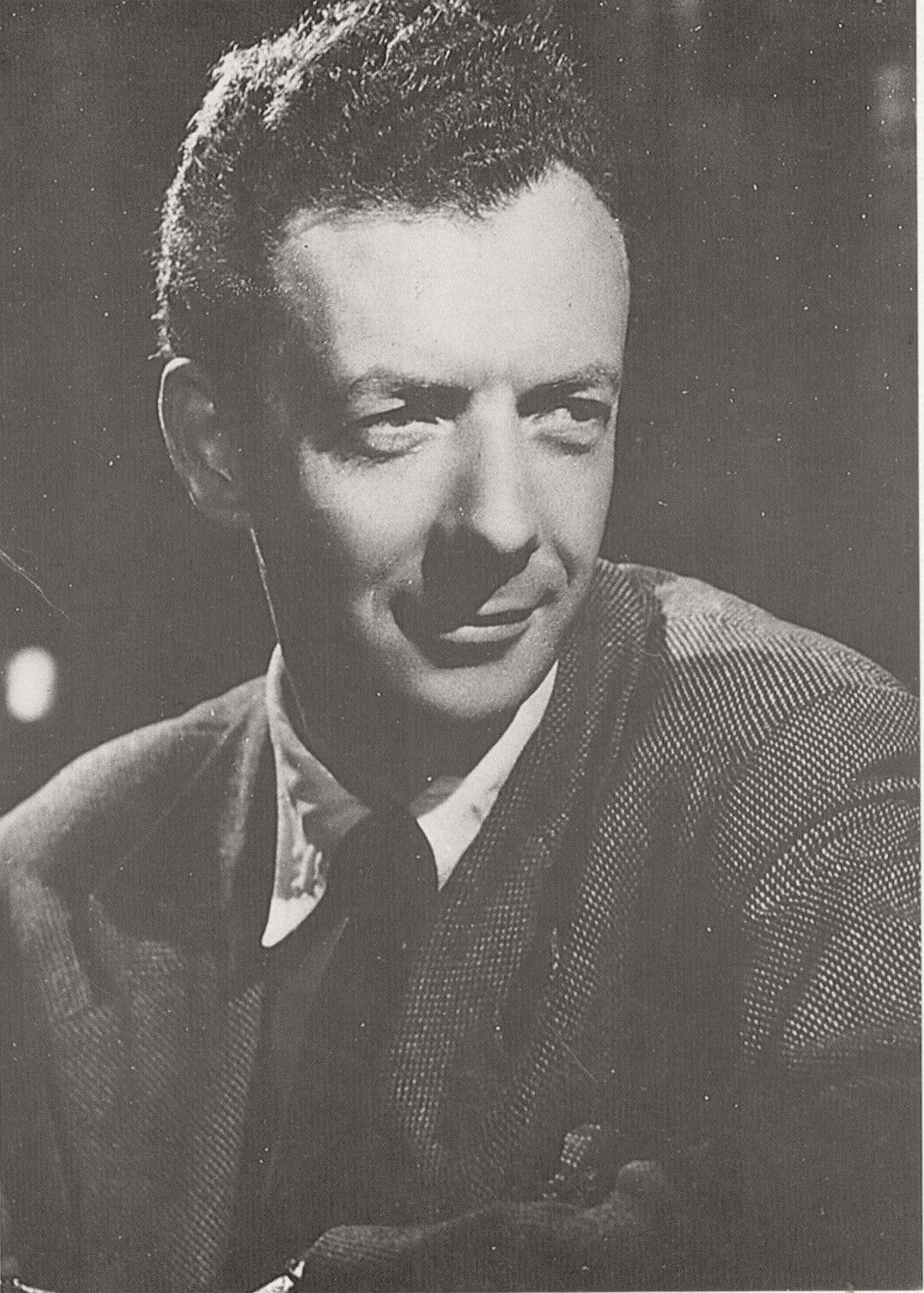
Britten en la década de 1940.

Simple Symphony, Op. 4 (Sinfonía Simple) es una obra para orquesta de cuerda o cuarteto de cuerdas compuesta por Benjamin Britten entre 1933 y 1934. La obra está dedicada a Audrey Alston.

## Historia

### Contexto
Britten había mostrado un talento musical muy precoz y con sólo catorce años ya podía presumir de un respetable catálogo de composiciones. La formación con Frank Bridge y más tarde con John Ireland en el Royal College of Music fue lo que le convirtió en un verdadero compositor, muy hábil en el manejo de los más diversos materiales, así como un auténtico artesano de la música, como Paul Hindemith. En aquella época se la cultura musical se debatía, a veces de manera acalorada, entre vanguardia y tradición que ha dominado de este siglo, Britten se orienta decididamente hacia la tradición, que, además, no le aplasta en absoluto debido a su incuestionable inteligencia compositiva y su frescura inventiva. Estas peculiaridades lo convierten en uno de los pocos compositores del siglo XX en los que el uso de la tonalidad tradicional parece completamente natural y necesario.

### Composición
La composición se desarrolló entre el 23 de diciembre de 1933 y 10 de febrero de 1934 en Lowestoft. A la edad de 20-21 años, tal vez con nostalgia, el joven compositor se dispuso a refundir un puñado de viejas melodías para piano y canciones de sus años de preadolescencia en una obra de cuatro movimientos para orquesta de cuerda. Al pie de la partitura leemos la siguiente nota:

«Esta Sinfonía Simple está basada íntegramente en material de obras que el compositor escribió entre los nueve y los doce años. Aunque el desarrollo de estos temas es bastante nuevo en muchos lugares, hay grandes secciones de la obra que están tomadas íntegramente de piezas anteriores.»

La dedicatoria de la partitura es para Audrey Alston (Mrs. Lincolne Sutton), la cual fue su profesora de viola durante la infancia y quien lo introdujo en la música de Frank Bridge. Esta obra junto con la Sinfonietta y el Phantasy Quartet de 1932, contribuyeron significativamente al éxito internacional del compositor inglés.

### Estreno
El estreno se celebró el 6 de marzo de 1934 en el Stuart Hall de Norwich con la interpretación de una orquesta de aficionados bajo la batuta del propio compositor.

## Instrumentación
La partitura está escrita para una orquesta de cuerda formada por:
- Cuerda: una sección de cuerdas con violines I y II, violas, violonchelos y contrabajos.

## Estructura y análisis
La sinfonía consta de cuatro movimientos:
- I. Boisterous Bourrée. Allegro ritmico, 2
2
- II. Playful Pizzicato. Presto possibile pizzicato sempre, 6
8
- III. Sentimental Sarabande. Poco lento e pesante, 3
2
- IV. Frolicsome Finale. Prestissimo con fuoco, 2
2

La interpretación de esta obra dura aproximadamente entre 15 y 20 minutos. La obra contiene el irresistible encanto de la juventud proyectado como un abanico de colores musicales que, aunque combinados de manera relativamente sofisticada, conservan al menos la impresión de inocencia. La pieza se basa en ocho temas que Britten escribió durante su infancia entre 1923 y 1926 y por los que sentía una especial predilección. Cada movimiento cita temas de dos obras anteriores de Britten. Por muy cercanas y queridas que fueran estas melodías para Britten, es evidente que sintió la necesidad de retocarlas para darles forma sinfónica.

### I.Boisterous Bourrée
El primer movimiento se titula Boisterous Bourrée (Bourrée bulliciosa) y lleva la indicación de tempo Allegro ritmico. Está escrito en compás alla breve. Contiene estos dos temas previos del maestro: 
- El segundo movimiento Bourrée. Allegro vivace de la Suite para piano n.º 1 en mi mayor (18 de octubre de 1925),
- Canción para voz y piano A Country Dance ("Now the King is home again") (1923) con texto de The Foresters de Alfred Tennyson.

Los coloridos giros y vueltas del primer movimiento no representan realmente a Britten como compositor infantil, sino más bien el deseo de un compositor maduro de despertar el espíritu de una época anterior. Sin embargo, el movimiento conserva un cierto espíritu juvenil, especialmente en su fuerte énfasis en los contornos melódicos y las cadencias rítmicas de la canción popular inglesa.

### II.Playful Pizzicato
El segundo movimiento se titula Playful Pizzicato (Pizzicato juguetón) y lleva la indicación Presto possibile pizzicato sempre. Está escrito en compás de 6/8. Contiene estos dos temas previos del maestro: 
- El Scherzo – Trio. Molto vivace de la Sonata para piano en si bemol mayor, Op. 5 (1924).
- Canción para voz y piano (1924) The Road Song of the «Bandar-Log» ("Here we go in a flung festoon", con texto de Rudyard Kipling).

Con su tema redondeado e ingeniosamente arpegiado, es justo lo que parece indicar su título. La sección de trío hace un uso eficaz de una estructura de frase irregular, es decir, los compases vacíos dan forma a los gestos en grupos de tres compases. Su material procede de un Scherzo para piano de 1924 y de una canción que, al parecer, data de ese mismo año. El pizzicato es muy popular entre los mandolinistas. En este tema popular destacan ocho notas que suenan familiares como eco del comienzo de "Barwick Green", el tema musical del programa de BBC Radio 4 The Archers, escrito en 1924 por Arthur Wood. 

### III.Sentimental Sarabande
El tercer movimiento se titula Sentimental Sarabande (Zarabanda sentimental) y lleva la indicación Poco lento e pesante. Está escrito en compás de 3/2. Contiene estos dos temas previos del maestro: 
- El Preludio. Allegro di molto de la Suite para piano n.º 3 en fa sostenido menor, Op. 25 (1925).
- El Tempo di valse del Vals para piano en si mayor (1923).

Reproduce también una melodía tradicional sueca que se escucha además en el popular himno cristiano "How Great Thou Art". Se despliega en una sencilla forma ternaria (ABA). El sombrío tema principal es entonado primero por los violines sobre un ostinato pedal de sol en los violonchelos y los contrabajos. Una segunda melodía, que originalmente formaba parte de un vals, resulta bastante diáfana en comparación, al igual que los acordes suavemente repetidos de la coda.

### IV.Frolicsome Finale
El cuarto y último movimiento se titula Frolicsome Finale (Finale divertido) y lleva la indicación Prestissimo con fuoco. Está escrito en compás alla breve. Contiene estos dos temas previos del maestro: 
- Finale de la Sonata para piano n.º 9 en do sostenido menor, Op. 38 (1926).
- Canción (1925).

El Finale arranca con una introducción con quintas abiertas ingenuamente dramáticas. Le sigue un tema que recuerda al tema para violonchelo de Boisterous Bourée. Las líneas interiores cromáticamente descendentes son, sin embargo, exclusivas de este último movimiento. Tras un segundo tema contrastante, se desarrolla la primera idea. Pronto llega la recapitulación, en la que el segundo tema adquiere un carácter casi heroico. Una gran pausa da paso a la trepidante coda.

## Recepción de la obra
La amplia popularidad de la sinfonía puede atribuirse a varios factores, entre los más significativos su escritura idiomática para cuerdas, una partitura de tal facilidad técnica que los conjuntos de aficionados y las orquestas de estudiantes pueden sentirse seguros al interpretarla. Sin embargo, quizá la verdadera razón del atractivo de la obra sea el modo en que Britten se niega a subordinar totalmente los frutos agradablemente plagados de clichés de su juventud a la sintaxis musical más sofisticada que, a mediados de la década de 1930, se perfilaba como la fuerza motriz de obras como el Te Deum coral (1934) y las Variaciones orquestales sobre un tema de Frank Bridge (1937).

## En la cultura popular
Esta obra ha servido de inspiración a artistas musicales de diversos géneros para crear sus propias versiones. Tanto las adaptaciones como las interpretaciones de la pieza original han sido incluidas en multitud de bandas sonoras de películas, programas de televisión, videojuegos, etc. Su influencia ha rebasado el ámbito musical, llegando a artistas de otras disciplinas como la literatura, el cómic o el cine.

### Adaptaciones
- En 1944 el coreógrafo Walter Gore creó un ballet titulado también Simple Symphony para el Ballet Rambert.[6]

### Inclusión en bandas sonoras
- 1986 – Mala sangre, película de Leos Carax en cuya banda sonora se utilizan muchos temas de esta sinfonía.
- 2008 – Bloedbroeders, largometraje de Arno Dierickx que incluye el tercer movimiento.
- 2009 – Mr. Nobody, película de Jaco van Dormael en la que también se puede escuchar el tercer movimiento.
- 2012 – Moonrise Kingdom, film de Wes Anderson que también incluye el segundo movimiento entre otras piezas de Britten.
- 2018 – La maravillosa señora Maisel, serie en cuyo episodio 2x02 "Mid-way to Mid-town" se escucha el segundo movimiento.
- 2023 – La memoria infinita, documental dirigido por Maite Alberdi en el que suena el último movimiento.

## Discografía selecta
La pieza fue objeto de diversas grabaciones, entre las que destacan:
- 1954 – Benjamin Britten, New Symphony Orchestra Of London (Decca LW 5163, LP mono).
- 1961 – Malcolm Sargent, Royal Philharmonic Orchestra (HMV ASD 443).
- 1969 – Benjamin Britten, Orquesta de Cámara Inglesa (Decca SXL 6405, LP stereo).